# Niederorschel
Niederorschel är en stad i Landkreis Eichsfeld i det tyska förbundslandet Thüringen. Niederorschel, som för första gången omnämns i ett dokument från år 1221.
I Niederorschel fanns från 1944 till 1945 ett koncentrationsläger; det var ett av Buchenwalds satellitläger.